# Đội tuyển bóng đá quốc gia Niue
Đội tuyển bóng đá quốc gia Niue là đội tuyển cấp quốc gia của Niue do Hiệp hội bóng đá Đảo Niue quản lý. Niue không phải thành viên FIFA, nhưng là thành viên dự khuyết của OFC.
Tới nay Niue mới chỉ có hai trận đấu – tất cả đều tại Đại hội Thể thao Nam Thái Bình Dương 1983. Đó là các trận thua 0–19 trước Papua New Guinea và 0–14 trước Tahiti.

## Đại hội Thể thao Nam Thái Bình Dương
- 1963 tới 1979 - Không tham dự
- 1983 - Vòng bảng
- 1987 tới 2015 - Không tham dự